# サンライズ・アダムス
サンライズ・アダムス（Sunrise Adams、 1982年9月14日 - ）は、アメリカ合衆国のポルノ女優。ミズーリ州セントルイス出身。

## 経歴
2002年、アダムスはCinemaxのソフトコアシリーズ『The Best Sex Ever』のエピソードのひとつ『House Sitting』を撮影した。ポニー・インターナショナルを含む非ポルノ関係のモデルを数年務めた後、アダムスはヴィヴィッド・エンターテインメントと契約した。彼女のお気に入りの監督の一人がチ・チ・ラルーだった。

## 私生活
ポルノ女優のサンセット・トーマスは、叔母に当たる。
2003年には、ボーイフレンドと共に積極的な不動産投資を行っていた。また、経営学の大学での学位取得を目指していた。